# Futbol'ny Klub Spadarožnik Rėčica
Il Futnol'ny Klub Spadarožnik Rėčica, o semplicemente Spadarožnik Rėčica, è stata una società calcistica bielorussa con sede nella città di Rėčica.

## Storia
Fondato nel 2017 su richiesta del presidente bielorusso Aljaksandr Lukašėnka, con lo scopo di riportare il calcio nella città di Rėčica dopo la dissoluzione del FK Rėčica-2014. Nel 2017 debutta in Druhaja liha, concludendo la stagione al quinto posto, succeduto da un terzo posto nel 2018. L'anno seguente, complice la fusione dei due club di Peršaja Liha Dnjapro Mahilëŭ e Luč Minsk ed del conseguente posto libero rimasto, ottiene la promozione. Nel 2020, alla seconda stagione, vince la Peršaja Liha, venendo promosso nella massima serie bielorussa: la Vyšėjšaja Liha.
Prima dell'inizio della nuova stagione, il club, va incontro al ritiro del main sponsor Rechitsadrev e alle prese con difficoltà finanziarie con molti stipendi non pagati a metà stagione, il 14 luglio 2021 è costretto a ritirarsi dal campionato.

## Palmarès

### Competizioni nazionali
- Peršaja Liha: 1

2020